# Bocskai István

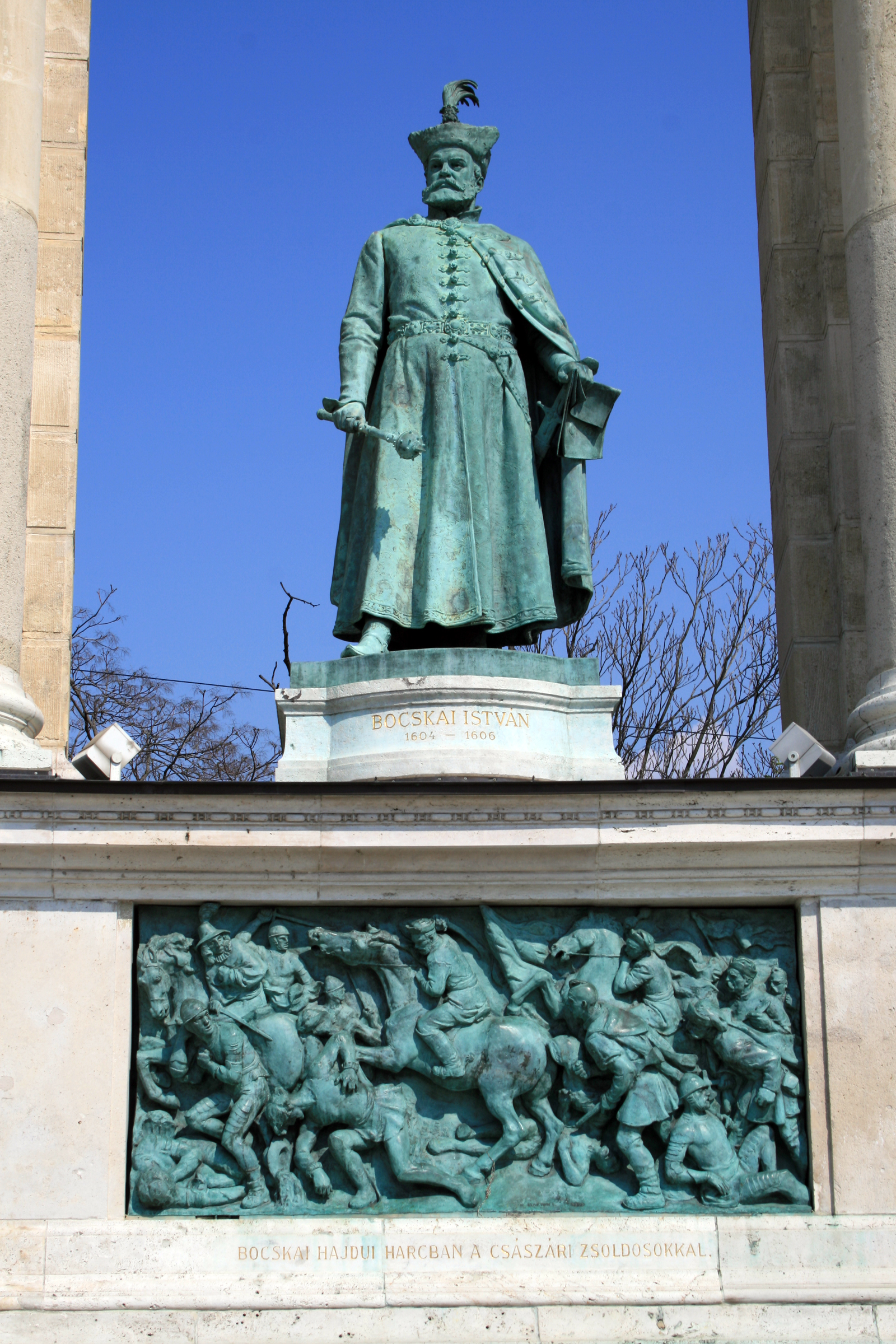
Bocskai István szobra (Millenniumi emlékmű)

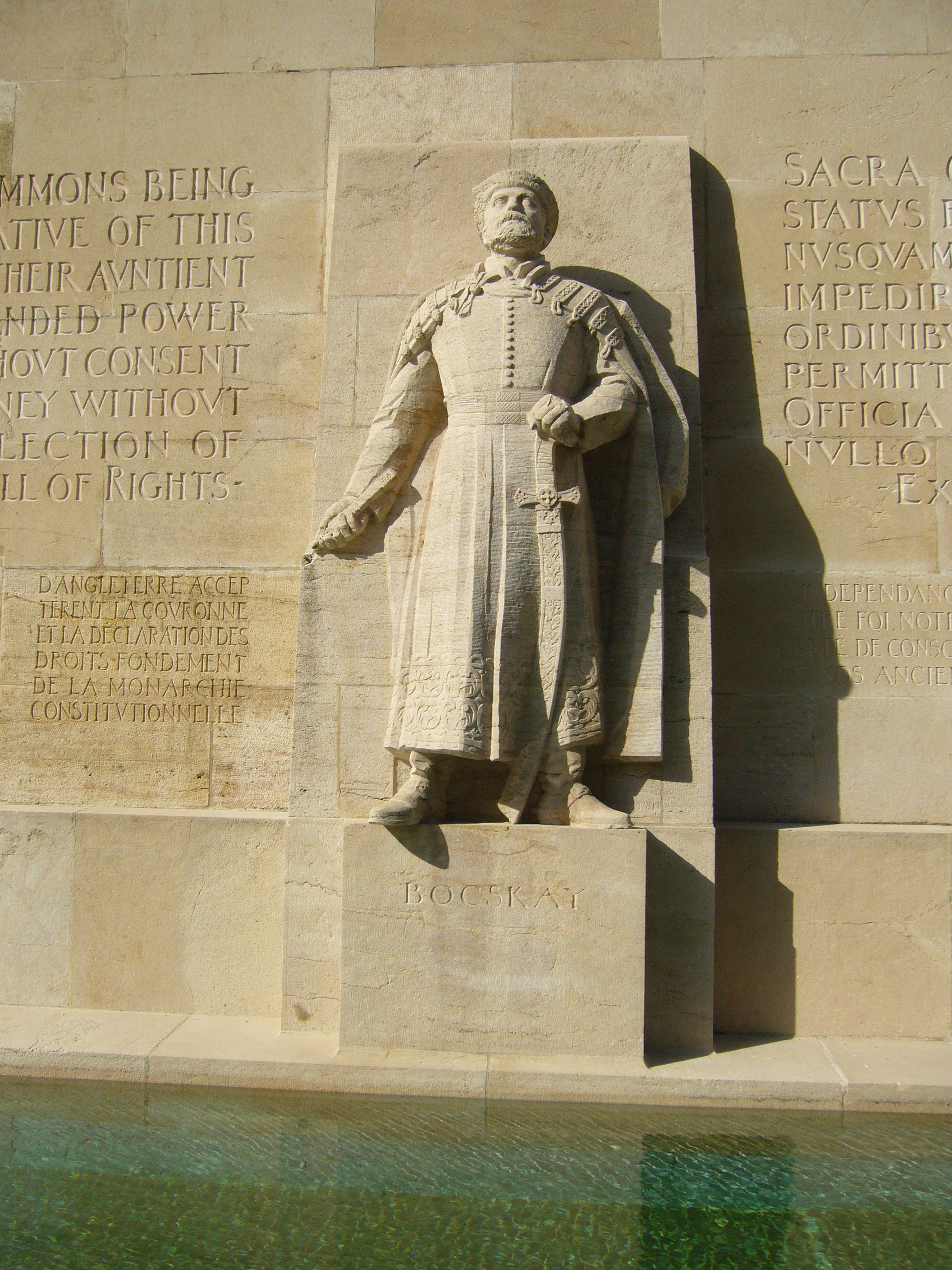
Bocskai István szobra Genfben, a reformáció emlékművén

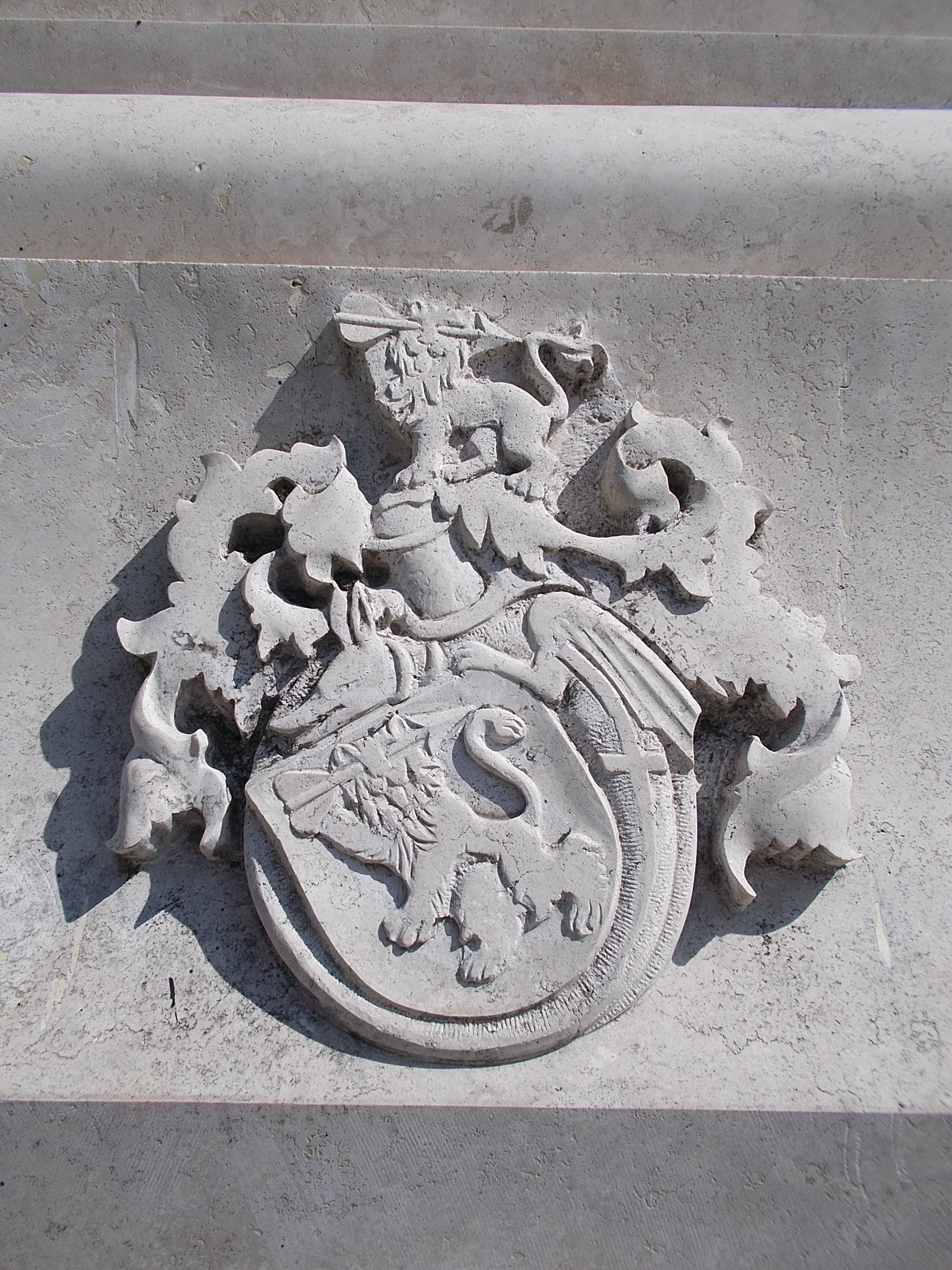
A kismarjai Bocskai család címere

Kismarjai Bocskai István (Kolozsvár, 1557. január 1. – Kassa, 1606. december 29.) magyar államférfi, Bihar vármegye főispánja, 1605 és 1606 között erdélyi fejedelem, majd Magyarország vezérlő fejedelme. A három részre szakadt Magyarország egyik jelentős hadvezére és az Erdélyi Fejedelemség további jövőjét meghatározó politikai vezető.
Az általa vezetett szabadságharc nagy eredménye, hogy biztosította Erdély szuverenitását és a Királyi Magyarország jogállásának megtartását. A tizenöt éves háború lezárásában is elévülhetetlen érdemeket szerzett, továbbá jelentős szerepet játszott a reformációban.
Nevéhez kötik a hajdúk letelepítését a mai Hajdúság területére. Tevékenységére árnyékot vet, hogy az úgynevezett véres farsang során 1596-ban kíméletlenül leverte a közszékelyek lázadását.

## Származása
Középbirtokos nemesi családból származott. Édesapja kismarjai Bocskai György (fl. 1556–1571), földbirtokos, I. Ferdinánd király híve volt, anyja lekcsei Sulyok Krisztina (fl. 1557). Bocskai György a Bihar vármegyei birtokainak területét jelentősen megnövelte előnyös házasságkötésével: lekcsei Sulyok Krisztinát vette feleségül, akinek a szülei lecskei Sulyok Balázs (fl. 1521–1542), a királyi főkamarás, földbirtokos és gersei Pethő Erzsébet voltak. Bocskai István anyai dédszülei lekcsei Sulyok István (fl. 1467), földbirtokos és enyingi Török Krisztina (fl. 1496) voltak; anyai dédanya révén ükszülei enyingi Török Ambrus (fl. 1445–1491), Sopron vármegye főispánja, a Bosnyák királyság kincstartója, valamint thapsoni Anthymus Ilona (fl. 1465–1488) voltak; Anthymus Ilonának az apja thapsoni Anthymus János (fl. 1417–1485), földbirtokos, az apai nagyapja thapsoni Anthymus János (fl. 1368–1423) mester, alnádor 1408 és 1419 között, 1397-ben Szlavónia vice-bánja és körös vármegyei ispán, földbirtokos volt. Bocskai Györgyné Sulyok Krisztina leánytestvére, gyarmati Balassa János főispánné lekcsei Sulyok Anna, akiknek a gyermeke báró gyarmati és kékkői Balassi Bálint (1554–1594) magyar költő, törökverő. Egy harmadik leánytestvére Bocskai Györgynénak és Balassa Jánosnénak, báró ruszkai Dobó Istvánné Sulyok Sára volt.
Sokáig úgy vélték, hogy Bocskai István Kismarján született (ő maga is „szülőföldjének” nevezte a települést), de kiderült, hogy a későbbi erdélyi és magyar fejedelem nem itt, hanem Kolozsvárott látta meg a napvilágot 1557. január 1-jén. Szülőháza Mátyás király szülőházától pár lépésnyire lévő épület. Szülei az 1540-ben elhunyt Szapolyai János özvegyének, Izabella királynénak a fogságában voltak itt.
Szabadulásuk után Bécsbe mentek, ahol az apát I. Ferdinánd magyar király a Magyar Kancellária titkárává nevezte ki, így Bocskai István az udvarban nevelkedett. 1564-ben Ferdinánd meghalt, utódja I. Miksa lett (a német-római császári trónon II. Miksa néven), aki ugyanúgy megbízott Bocskai Györgyben, mint Ferdinánd.

## Ifjúkora a Habsburg udvarban
Bocskai István Bécsben és Prágában töltötte gyermekkorának nagy részét, Nádasdy Ferenccel együtt nevelkedett. Bocskai nem volt szorgalmas tanuló; a nyelvtanulásban sem jeleskedett, de tudott latinul és németül.
Körülbelül 11-12 éves korától apródként szolgálta az uralkodót, és ezalatt katonai alapismeretekhez jutott. 17 évesen pedig (1573 végén vagy 1574 elején) bekerült Miksa „nemesi ifjai” (udvari testőrök) közé, ahol komolyabb katonai, államigazgatási és politikai tudást szerzett. Az udvar légköre és az uralkodó személyisége nagy hatással voltak az ifjú személyiségének fejlődésére.
Bocskai György 1570 körül „átpártolt” János Zsigmondhoz, Miksa ellenlábasához, aki Szapolyai János és Jagelló Izabella fia volt, és még 1557-ben, Bocskai születésének évében királlyá választották. Nem tudni, hogy György miért fordult Miksa ellen; Nagy László szerint az is lehetséges, hogy „Bocskai György átállása valójában valamilyen titkos megbízást takart.” Bocskai István ugyanis 1573/74-től egészen 1576-ig tagja volt Miksa testőrségének, és valószínűtlen, hogy az uralkodó így megbízott volna egy áruló apa fiában.

## A Báthoryak mellett
Bocskai István 1576-ban hazatért Erdélybe, és nem ment vissza a Habsburgok udvarába. Itt maradását az is indokolta, hogy miután az erdélyi fejedelmet, Báthory Istvánt ekkor lengyel királlyá is megválasztották, ő bár nem mondott le Erdély trónjáról, a fejedelemséget azontúl Bocskai sógora, a vajdává kinevezett Báthory Kristóf kormányozta (akinek felesége Bocskai nővére, Bocskai Erzsébet volt.)
Bocskai eleinte háttérbe szorult a gazdag Báthory-család tagjai mögött, később azonban egyre nagyobb szerepet kapott sógora udvarában, 1579-ben birtokai után adómentességet is kapott tőle.
1581-ben elhunyt Bocskai Erzsébet és Báthory Kristóf. Fiukat, a 9 éves Báthory Zsigmondot választották vajdává. A kiskorú uralkodó nevelésére és a kormányzásra kinevezett „testamentumos uraknak” Bocskai is a tagja volt, Báthory István azonban 1583-ban mindannyiukat felmentette tisztségük alól. Bocskainak felajánlotta, hogy legyen az ifjú Zsigmond belső komornyikja, ő azonban nem fogadta el az ajánlatot.
Ugyanebben az évben Bocskai feleségül vette az egyik leggazdagabb bihari főúrnak, Varkocs Miklósnak özvegyét, az ifjú Hagymássy Katát, ezzel jelentősen megnövelve birtokait. Az elkövetkező öt évet Bocskai ezek igazgatásával töltötte, távol a gyulafehérvári udvartól.
1586-ban meghalt Báthory István lengyel király, Zsigmondot pedig 1588-ban nagykorúvá nyilvánították. Az ifjú fejedelem – főleg Bocskai és Alfonso Carrillo jezsuita atya biztatására – változtatott Erdély addigi politikáján: hátat fordított a töröknek és feleségül vette Mária Krisztierna Habsburg hercegnőt, ezzel is megerősítve a törökellenes keresztény táborhoz való csatlakozását.
Mivel egyik Báthory rokon sem támogatta a fejedelem „irányváltását”, Bocskai viszont igen, jelentős szerepet kapott: Zsigmond a leváltott Báthory István helyére kinevezte őt Várad főkapitányának 1592. május 1-jén. Ezzel lényegében az egész Partium ura lett, vagyis az ország legfontosabb katonai tisztségét birtokolta. Zsigmond azért választotta éppen őt, mert tudta, hogy nagybátyjára biztosan számíthat az elkövetkező nehéz időkben.

## Útja a szultán koronájáig
1592-től váradi kapitány és a törökellenes párt egyik vezéralakja.
Határ menti kisebb összecsapásokkal már 1591-ben elkezdődött a tizenöt éves háború, ám komolyabb harci cselekményre csak 1593-ban került sor, amikor III. Murád szultán, felrúgva az 1568-as drinápolyi békét, hadat üzent a Habsburgoknak. A szultán felszólította Báthory Zsigmondot a török sereghez való csatlakozásra, ő azonban Bocskai és Alonso Carrillo jezsuita atya tanácsára a törökellenes ligához való csatlakozás mellett döntött. Az erdélyi országgyűlés többsége viszont attól tartott, hogy még a szövetséges keresztény sereg ideérkezése előtt a törökök feldúlják Erdélyt, így a fejedelem tervezetét nem fogadták el. Báthory Zsigmond emiatt 1594 nyarán lemondott a fejedelemségről unokatestvére, Báthory Boldizsár javára, aki a törökpártiakat képviselte. Közben Bocskai a háttérben a dolgok megfordításán kezdett el dolgozni. Miután felkereste a fejedelem bizalmi embereit, katonákat kérve a maga kezébe vette az ügyek irányítását. Előbb csak egy határozatot fogadtatott el a kolozsvári országgyűléssel a török szövetség felbontásáról, illetőleg a császár mellé állásról; ám miután a törökpártiak továbbra is ellene voltak, Zsigmond parancsára(de Bocskai erőteljes ráhatására) az ellenzéki főurakat a hivatalban lévő fejedelemmel, Báthory Boldizsárral együtt elfogták és kivégezték, míg másokat bebörtönöztek.
Bocskai ezután az unokaöccse, Báthory Zsigmond fejedelem nevében 1595-ben kötötte meg a török elleni szövetséget II. Rudolf császárral, ahogy a törökkel való szakítást ellenző politikai párt megtörésében is ő volt a fejedelem fő támasza. 1595-ben fővezérlete alatt az erdélyi és havasalföldi haderő Gyurgyevónál nagy győzelmet aratott a török seregen. Az ígért császári segítség azonban elmaradt, Erdély egymaga a török erejének nem tudott ellenállni. 1596-ban tovább tetézte a bajt, hogy belviszály is kitört. A közszékelyeknek a gyurgyevói csata támogatásáért tett ígéreteket nem tudták teljesíteni, ezért fegyveres felkelés tört ki, amelyet az erdélyi nemesség Bocskai vezetésével levert. Az esemény véres farsang néven vonult be a történelembe, mivel a felkelést tömeges kivégzésekkel torolták meg.
Báthory lemondott, az erdélyi fejedelemség területe csatatérré vált, és szinte teljesen elpusztult. Amikor 1602-ben Bocskai István tiltakozott Basta tábornok rémuralma ellen, a Habsburgok perbe fogták, Prágába internálták, és csak két év múlva engedték haza. A Habsburg uralomból kiábrándulva bihari birtokaira húzódott vissza. A török területre menekült bujdosók nevében Bethlen Gábor arra biztatta, hogy álljon egy Habsburg-ellenes felkelés élére, s ehhez a török szövetségét helyezte kilátásba. Levelezésük a kassai főkapitány, Giovan Giacomo Barbiano di Belgioioso gróf kezébe került, aki régi ellenségeként már régóta leste az alkalmat, hogy lecsapjon rá, és birtokait elkobozza. A végső veszélyben Bocskai megnyerte Németi Balázs és Lippai Balázs hajdú kapitányokat, így a hajdúk élén 1604. október 14-ről október 15-ére virradó éjjel Álmosd és Bihardiószeg térségében döntő győzelmet aratott a császári sereg felett. Bocskai október 15-e után bevonult Debrecenbe és Váradra és Tokajnál a hajdúk seregével győzelmet aratott Belgiojoso felett. 1604. november 11-én bevonult Kassára is. Ezután Kelet-Magyarország is Bocskai kezére került. A szabadságharc új vezére 1604. november 12-én Kassáról kiáltványban szólította fel a nemességet a csatlakozásra, így a szabadságharc kiszélesedett.

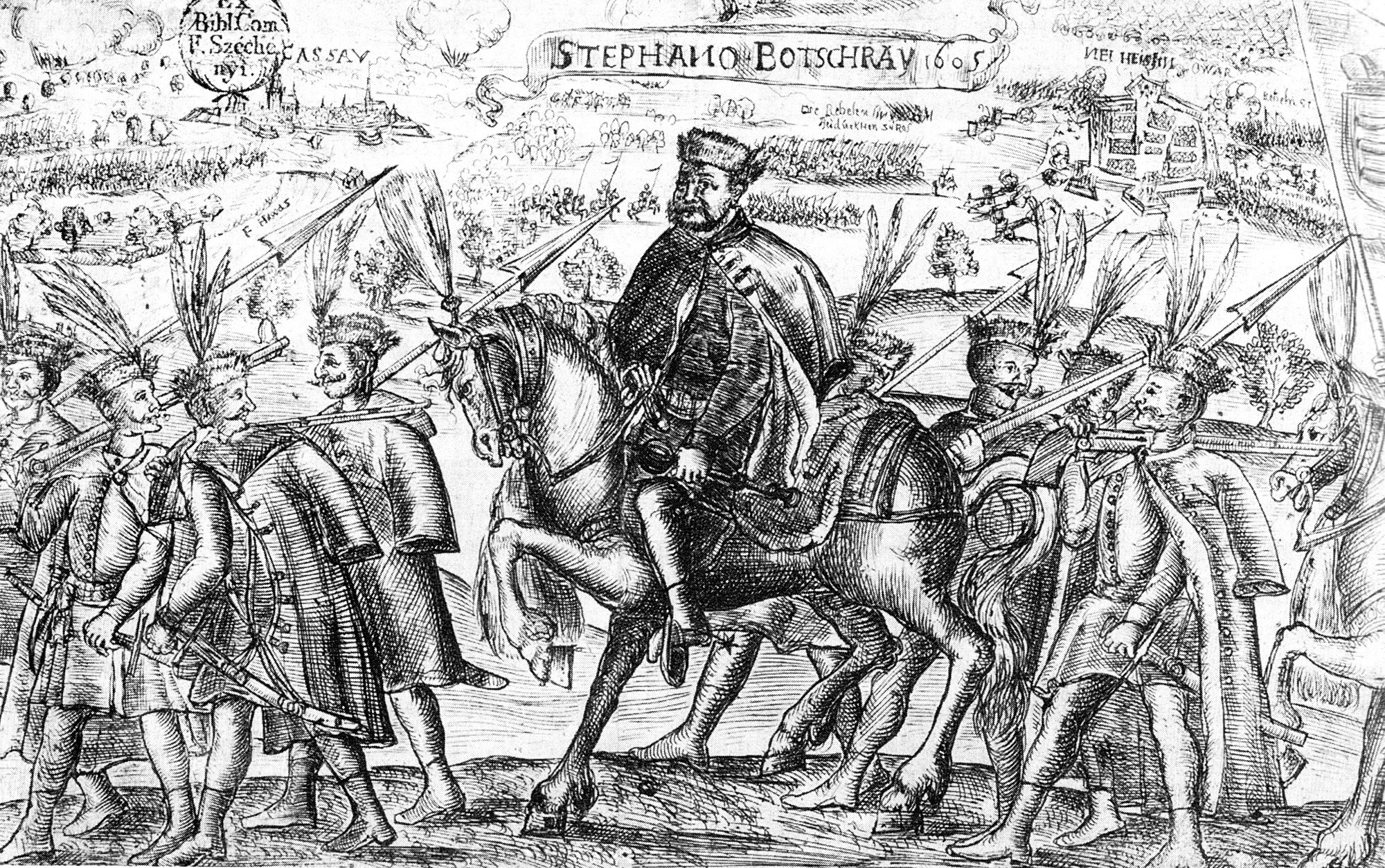
Bocskai István a hajdúk élén

A kóborló hajdúk és a hozzájuk csatlakozó elnyomott jobbágyok a Habsburg uralom ellen vívták szabadságharcukat. Hamarosan csatlakozott Bocskai seregéhez az idegen zsoldosok garázdálkodása és az erőszakos ellenreformáció miatt lázongó városi polgárság, köznemesség, sőt a főnemesség jelentős része is. 1605 végére Magyarországnak a töröktől el nem foglalt része és Erdély Bocskait 1605. február 21-én Nyárádszeredán és április 17-én a szerencsi országgyűlésen Magyarország és Erdély fejedelmévé választották.
Rudolf végül tárgyalásokra kényszerült. Bocskai is békére hajlott, egyrészt azért, mert a szabadságharc eredményeit veszélyeztette a felkelők táborán belül a hajdúk és a nemesek egyre élesedő ellentéte, másrészt pedig azért, mert nem akarta magát a török karjába vetni, ami pedig elkerülhetetlen lett volna, ha szakít a Habsburgokkal.
A török Porta Bocskai kérésére koronát adományozott Bocskainak, amivel őt meg is koronázták. Az újabb kutatások szerint téves volt az az álláspont, mely szerint Bocskai a koronát vagy a koronázást elutasította volna. Ezt később ő maga terjesztette, hogy a Habsburgokkal való megegyezés lehetőségét fenntartsa.
Az 1606. június 23-án megkötött bécsi béke biztosította a magyar rendi jogokat és a vallásszabadságot, valamint Szatmár, Bereg és Ugocsa vármegyéket Bocskai és fiági utódai élete tartamára Erdélyhez csatolta. Szeptember 24-én Rudolf király külön  oklevelet adott ki arról, hogy Erdély és a Partium Bocskai fiági leszármazottainak kihaltával sem száll vissza a koronára, és hogy a fejedelemnek és fiú utódainak átengedi Ugocsa, Bereg, Szatmár és Szabolcs vármegyéket, továbbá Tokaj várát minden tartozékaival, valamint Tarcal, Bodrogkeresztúr és Olaszliszka mezővárosokat. Az ugyanebben az évben megkötött, Bocskai által közvetített zsitvatoroki béke a tizenöt éves török háborúnak is véget vetett.
A szabadságharc győzelmeinek kivívóit, a hajdúk zömét Bocskai kiemelte a földesúri fennhatóság alól, és közösségi kiváltságokkal, katonáskodási kötelezettséggel a hajdúvárosokban telepítette le saját birtokán, ahogy a székelyeknek is biztosította korábbi kiváltságaikat.

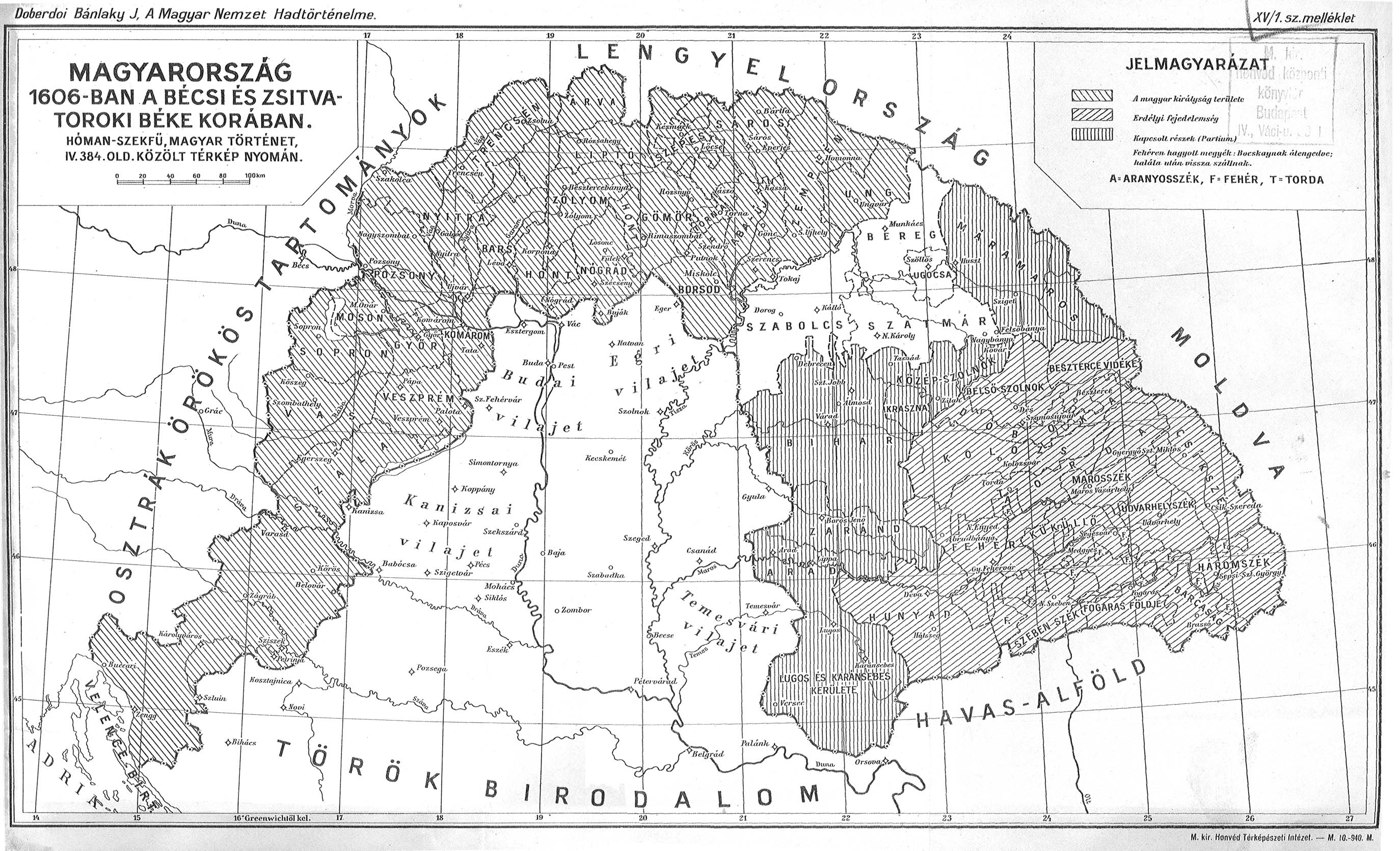
Magyarország 1606-ban

## Halála
Bocskai súlyosan beteg lett, és betegségének utolsó időszakában az volt a meggyőződése, hogy volt bizalmasa, Káthay Mihály, megmérgezte őt, és ez okozza testi bajait. Halálát a hajdúk is mérgezésnek tulajdonították, és az 1606 szeptemberében bebörtönzött Káthayt gyanúsították ők is, ezért a fejedelem halála után felkoncolták. Bocskai halálának oka azonban – az egykorú történetírók tanúsága szerint – vízibetegség volt.
Végrendeletében a független Erdély fenntartását kötötte utódai lelkére, amelyik kedvezőbb külpolitikai körülmények közt majd megvalósíthatja a szultán és a császár birodalma közt az ország egységét és a nemzeti királyságot.

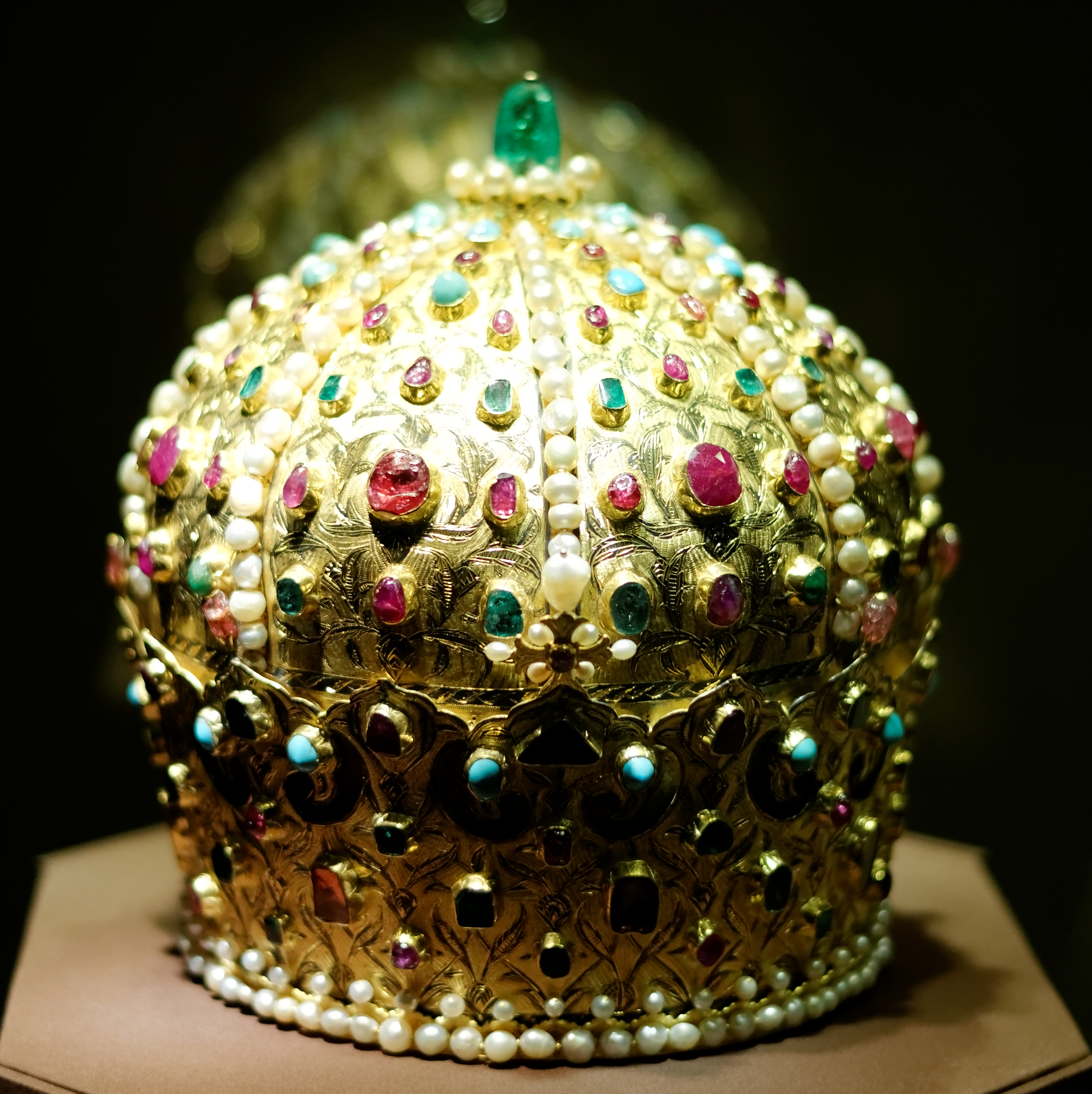
Bocskai István koronája, amit I. Ahmed oszmán szultántól kapott 1605. november 11-én, Bocskai a királyi trónra nem lépett, hagyományos rangja „Isten kegyelméből Erdély fejedelme, Magyarország részeinek ura és a székelyek ispánja” volt A koronát a Bécsi Szépművészeti Múzeumban őrzik, hiteles másolata megtekinthető Hajdúszoboszlón, a Bocskai István Múzeumban.

Én Bocskai István, Istennek kegyelmességéből Magyarországnak és Erdélynek fejedelme, székelyeknek ispánja… mint nemzetemnek, hazámnak igaz jóakarója, fordítom elmémet a közönséges állapotnak elrendelésére és abból is az én tanácsomat, tetszésemet, igazán és jó lelkiesmérettel (meghagyom) megírom, szeretettel intvén mind az erdélyieket és magyarországi híveinket az egymás közt való szép egyezségre, atyafiúi szeretetre. Az erdélyieket, hogy Magyarországtól, ha más fejedelemség alatt lesznek is, el ne szakadjanak. A magyarországiakat, hogy az erdélyieket el ne taszítsák, tartsák ő atyafiainak és ő véreknek, tagjoknak… Valameddig pedig a magyar korona ott fenn, nálunknál erősebb nemzetségnél a németnél lészen, és a magyar királyság is a németeken forog, mindenkor szükséges és hasznos egy magyar fejedelmet Erdélyben fenntartani, mert nékik javokra, oltalmokra lészen. Ha pedig Isten adná, hogy a magyar korona Magyarországban magyar kézhez kelne egy koronás királyság alá, úgy az erdélyieket is intjük: hogy attól nemhogy elszakadnának, vagy abban ellent tartanának, de sőt segéljék tehetségek szerént és egyenlő értelemből azon korona alá, a régi mód szerént, adják magokat.

## Emlékezete
Haláláról az erdélyi szász, Habsburg-érzelmű szebeni Georg Krauss így emlékezett meg: A jámbor és Istenfélő fejedelem azon igyekezett, hogy minden oldalról békét és nyugalmat biztosítson a megszomorodott Magyarországnak és Erdélynek. A két császárt, a német Rudolfot és a török Mahometet is ki akarta egymással békíteni. Az Istenfélő fejedelem ugyanis jól látta, hogy végül is mi következik az ilyen háborúkból. El is rendezett volna mindent, ha Isten hosszabb életet enged neki. Vagy mi nem érdemeltük őt meg, vagy a gonosz világ nem tűrhette a jámbor fejedelmet.

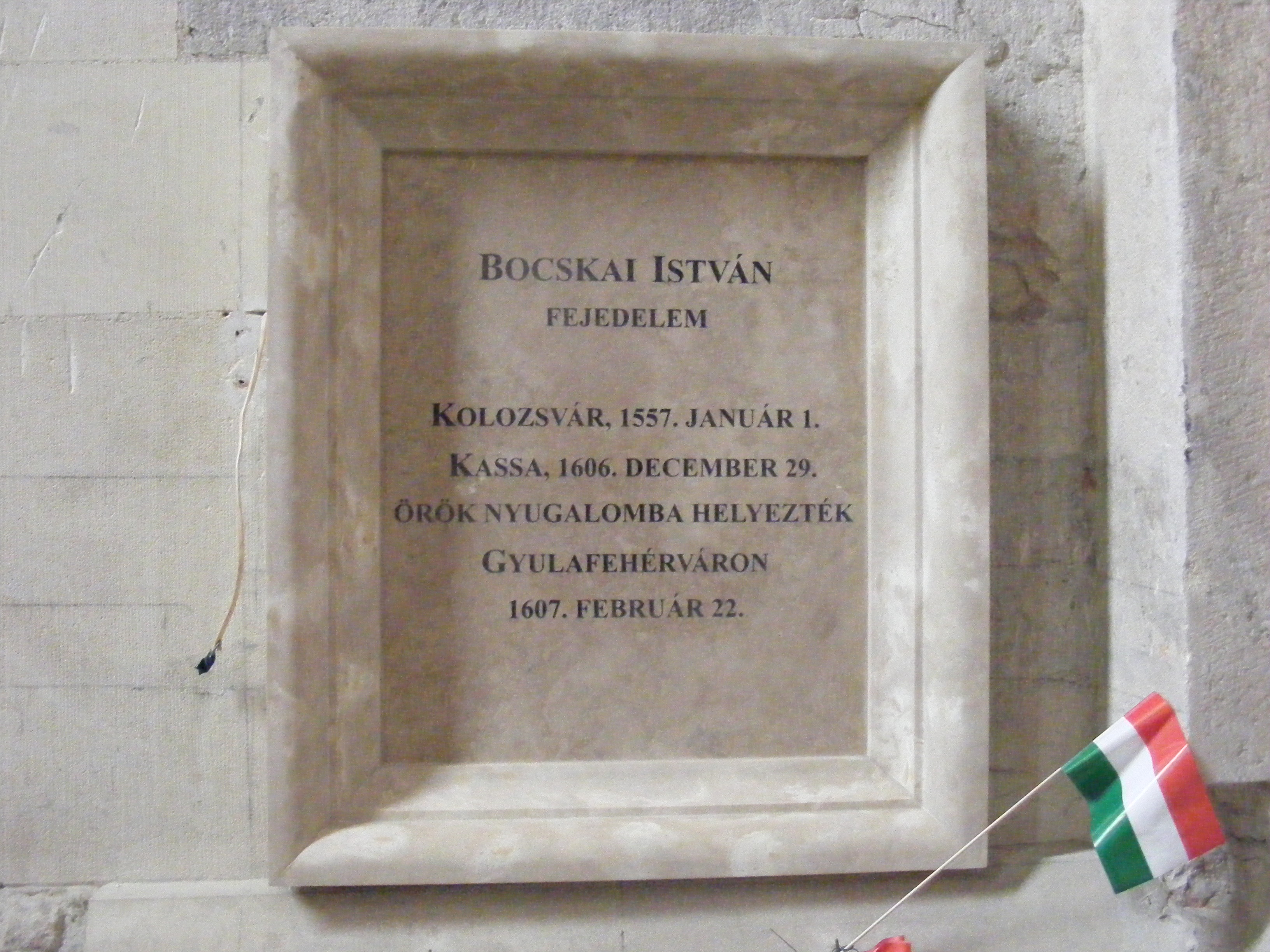
Bocskai Istvánt örök nyugalomra Gyulafehérváron,
1607. február 22-én helyezték

A reformációért a legtöbbet tevő nagy magyar politikusok egyike volt, ezért Genfben a reformáció emlékműve egyik szobra az ő alakját őrzi, alatta felirat egyik jelmondatával:
„Hitünknek, lelkiismeretünknek és régi törvényeinknek szabadságát minden aranynál feljebb becsüljük.”
Számos közterületet, utcát, teret neveztek el róla. Az ő emlékére a hajdúk fejfedőjét Bocskai-sapkának nevezik.

## Szövegkiadások
- Bocskai István: Levelek; vál., tan., jegyz. Benda Kálmán, latin levélford. Kenéz Győző; Európa–Kriterion, Budapest–Bukarest, 1992
- Bocskai István testámentomi rendelése; előszó, jegyz., szerk. Szigethy Gábor; 2. jav. kiad.; Holnap, Budapest, 2001
- Iratok Bocskai István és kora történetéhez; tan., adattár Nagy László; Hajdú-Bihar Megyei Önkormányzat–Hajdú-Bihar Megyei Levéltár, Debrecen, 2005 (Bocskai-szabadságharc 400. évfordulója)
- Nyakas Miklós: Az "ismeretlen" szerencsi kiáltvány; hasonmás kiad.; Hajdú-Bihar Megyei Önkormányzat–Hajdú-Bihar Megyei Múzeumok Igazgatósága, Debrecen, 2006 (Bocskai-szabadságharc 400. évfordulója)
- Bocskai István váradi főkapitányt illető levelek; sajtó alá rend. Nyakas Miklós; Hajdú-Bihar Megyei Önkormányzat Bocskai István Munkabizottsága, Debrecen, 2009